# Рахимов, Шерзод Абдухалилович
Шерзод Абдухалилович Рахимов (30 июля 1984 года, Кувинский район, Ферганская область, Узбекская ССР) — узбекский политический деятель, депутат Законодательной палаты Олий Мажлиса Республики Узбекистан III и IV созыва. Член Демократической партии Узбекистана «Миллий Тикланиш».

## Биография
В 2005 году Шерзод Рахимов окончил Ферганский государственный университет. В 2015 году избран в Законодательную палату Олий Мажлиса Республики Узбекистан III созыва, а в 2020 году переизбран на ещё один срок и назначен на должность члена Комитета по аграрным и водохозяйственным вопросам Законодательной палаты Олий Мажлиса Республики Узбекистан.